# (7469) Krikalev
(7469) Krikalev est un astéroïde de la ceinture principale.

## Description
(7469) Krikalev est un astéroïde de la ceinture principale. Il fut découvert le 15 novembre 1990 à Nauchnyj par Lioudmila Tchernykh. Il présente une orbite caractérisée par un demi-grand axe de 3,06 UA, une excentricité de 0,10 et une inclinaison de 7,8° par rapport à l'écliptique.

## Compléments